# Àzeri del sud
L'àzeri del sud o turc iranià és una llengua parlada majoritàriament a l'Azerbaidjan del sud o iranià i en menor mesura a les regions d'Iraq, Turquia i, en petites comunitats, a Síria. La CIA World Factbook informà, el 2010, que el percentatge de parlants de l'àzeri del sud era al voltant del 16% de la població iraniana, aproximadament 13 milions de persones a tot el món. Els turcs ètnics formen, amb diferència, el segon grup ètnic més gran de l'Iran, fent que la llengua sigui també la segona més parlada a la nació.